# ゆうかんな機関車
『ゆうかんな機関車（汽車のえほん17）』（ゆうかんなきかんしゃ（きしゃのえほん17）、原題: Gallant Old Engine）は、低学年の児童向け絵本シリーズ「汽車のえほん」の第17巻である。

## 概要
1962年にイギリスで発行されたウィルバート・オードリー牧師執筆による汽車のえほんシリーズの第17巻。4話の短編作品を収録。挿絵はジョン・ケニーが担当。ケニーは視力低下のため、この巻で押絵を降板する。ポプラ社から1980年8月に日本語訳が出版されていたが、2004年頃絶版。2010年12月にミニ新装版が発売。

## 成立の過程
1945年から、ほぼ毎年に1巻ずつ続巻してきた本シリーズの第17巻。

## 収録作品
- とくせいのえんとつ (Special Funnel)
- スチームローラー (Steamroller)
- ふへいやダンカン (Passengers and Polish)
- ゆうかんな機関車 (Gallant Old Engine)

## 登場キャラクター
メインキャラクター
- スカーロイ
- レニアス - 10巻以来不在であったが、この巻でようやく修理から帰ってくる。
- ピーター・サム - トンネルのつららと衝突して煙突を破損し、「最新式の煙突」ギースル・エジェクタに換装される。モデルとなったタリスリン鉄道の同型機「エドワード・トーマス」が実際にギースル・エジェクタに換装された事が元となっている。
- サー・ハンデル - 元の車輪が空転を起こしやすかったので、幅広の車輪に換装される。
- ダンカン - モデルとなったタリスリン鉄道の同型機「ダグラス」が橋の上で故障した出来事が元となっている。
- ラスティー
- エドワード - 修理の終わったレニアスをスカーロイ鉄道まで連れてくる。

サブキャラクター
- ジョージ - この巻のみに登場。モデルはオードリー牧師の友人、ボストン牧師が所有していたエーブリング＆ポーター社製の蒸気ローラー。サー・ハンデルの牽引していたブレーキ車と衝突事故を起こしたが、これは1927年アイルランドのムスケリー鉄道で起こった事故が元となっている。人形劇ではもっと活躍があり、「きかんしゃトーマス・汽車のえほんの自動車キャラクター」を参照。

## その他
- この巻は英語版と日本語版で表紙の絵が違っており，英語版と新日本語版はP47、旧日本語版はP49が使用されている。この巻は原画が何枚か紛失しており、よく見るとカラーコピー的な色合いの挿絵も見られるので、それが理由とも考えられる。
- P27の挿絵に登場する顔付きの青い車は、ケニーが実際に所有していた「ウーズレー・15/60」を描いたものである。